# Старостино (Нижегородская область)
 Старостино  — опустевшая деревня в Шарангском районе Нижегородской области в составе Большерудкинского сельсовета.

## География
Расположена на расстоянии примерно 10 км на северо-восток по прямой от районного центра посёлка Шаранга.

## История
Известна с 1891 года как починок Старостинский, где в 1905 году (тогда уже Старостин) было дворов 17 и жителей 121, в 1926 (деревня Старостино) 26 и 156, в 1950 36 и 106. По состоянию на 2020 год опустела.

## Население
Постоянное население составляло 5 человек (русские 100 %) в 2002 году, 1 в 2010.